# Ruby Laffoon
Ruby Laffoon, né le 15 janvier 1869 à Madisonville dans le Kentucky et mort le 1er mars 1941 dans la même ville, est un homme politique américain. Membre du Parti démocrate, il a été le 43e Gouverneur du Kentucky de 1931 à 1935.